# L'Énigme du Vatican
L'Énigme du Vatican est un roman de Frédérick Tristan publié en 1995 chez Fayard, dont l'intrigue se situe au cœur du Vatican.

## Résumé
Le professeur Adrien Salvat étudie un étrange manuscrit semblant dater des premières années du Christianisme. Les personnages de l'imaginaire chrétien et de la  mythologie grecque se confrontent pendant  qu'Adrien Salvat résout un mystère.
Le roman est un prétexte pour Frédérick Tristan, professeur d'iconologie paléochrétienne, d'évoquer les débuts complexes de cette religion.

## Accueil critique
Le journaliste Philippe-Jean Catinchi, du Monde, voit dans ce roman une « satire philosophique de l'Église au ton voltairien ». Pour l'écrivain Jack Chaboud, ce roman « a ouvert en 1995 la voie aux romans fantasmagoriques à la Da Vinci Code ».